# Benetice (Světlá nad Sázavou)
Benetice è un piccolo villaggio vicino alla città di Světlá nad Sázavou (Repubblica Ceca).
Nel villaggio esisteva una fabbrica di vetro che non esiste più ma molti toponimi derivano dai nomi di alcune parti della fabbrica come Na sušírnách o Sklárenský rybník (il nome di uno stagno). A Benetice sorge un campeggio utilizzato dai Pionýr un'organizzazione simile a quella degli scout di Ungheria, Polonia e Germania. Nel parco del villaggio cresce un albero di tiglio piantato nel 1945.
Da Benetice si può osservare il castello di Lipnice.

## Geografia fisica
I comuni limitrofi sono Kostelík, Vilémovice e Dobrovítova Lhota ad ovest, Opatovice, Pavlov, Vlkanov, Nezdín e Horní Prosíčka a nord, Žebrákov, Horní Březinka, Lipnička e Dolní Brezinka ad est e Smrčná, Leštinka, Mrzkovice, Bilantova Lhota, Trpišovice, Koňkovice e Kochánov a sud.

## Galleria d'immagini

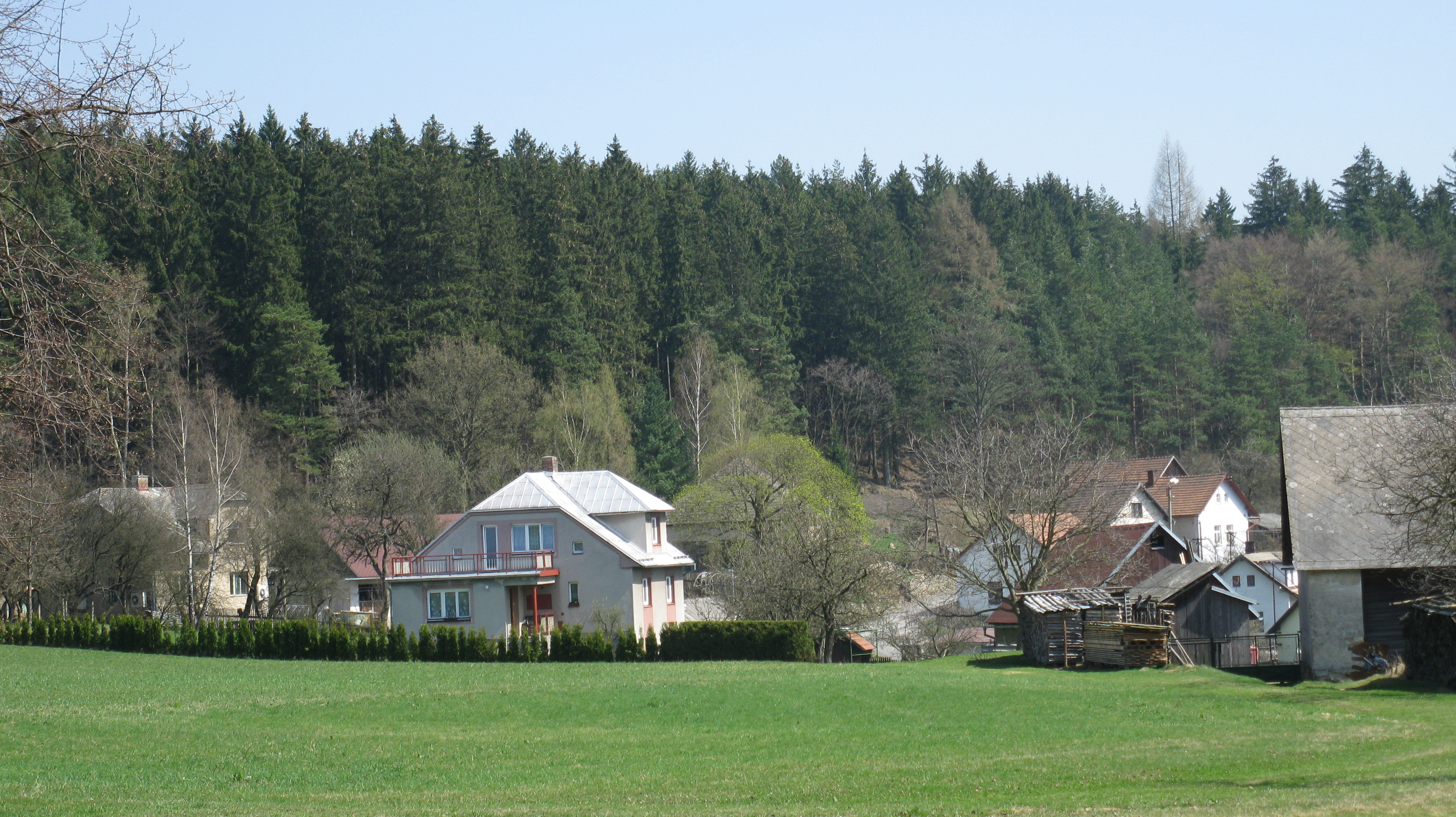
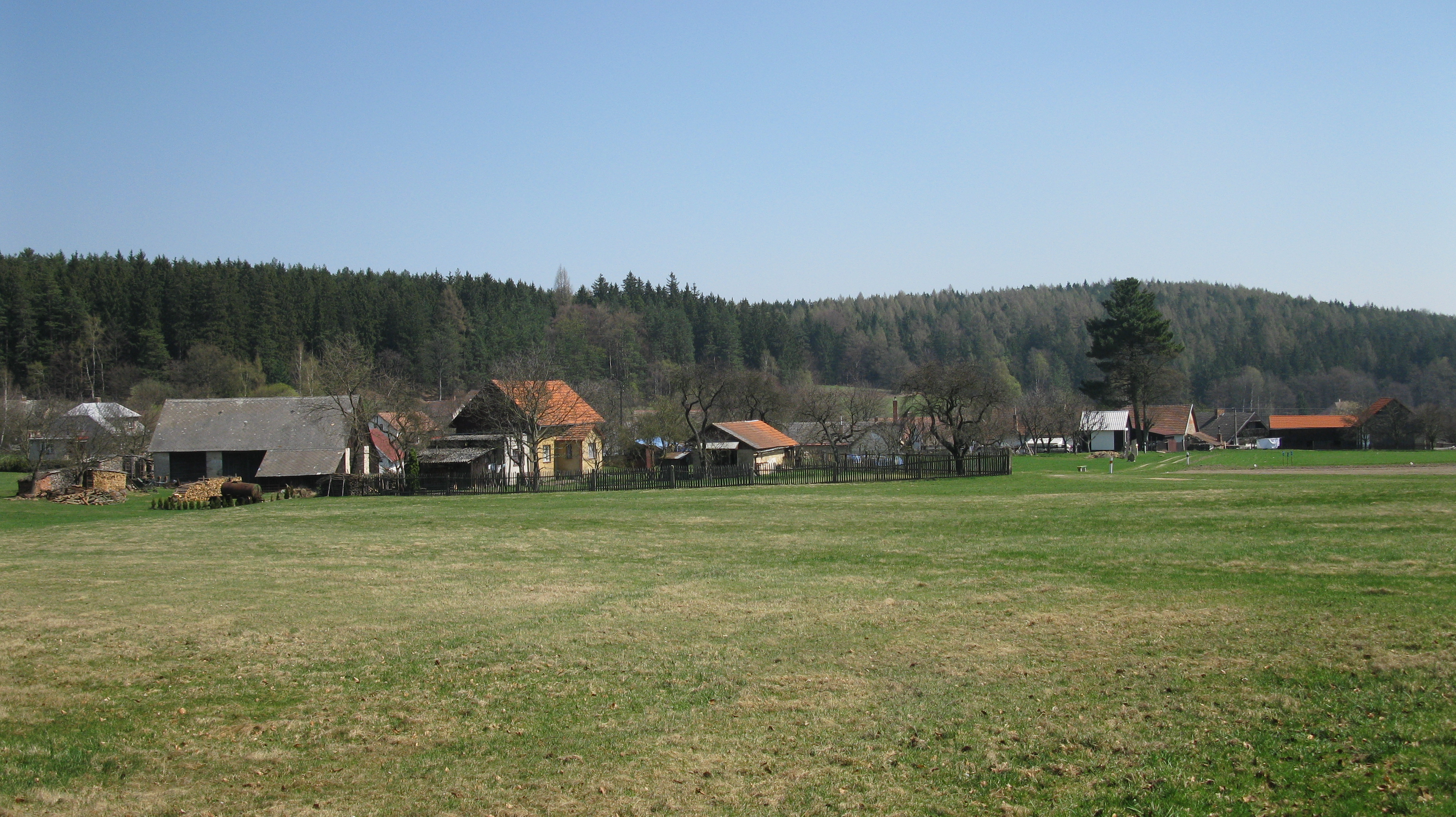
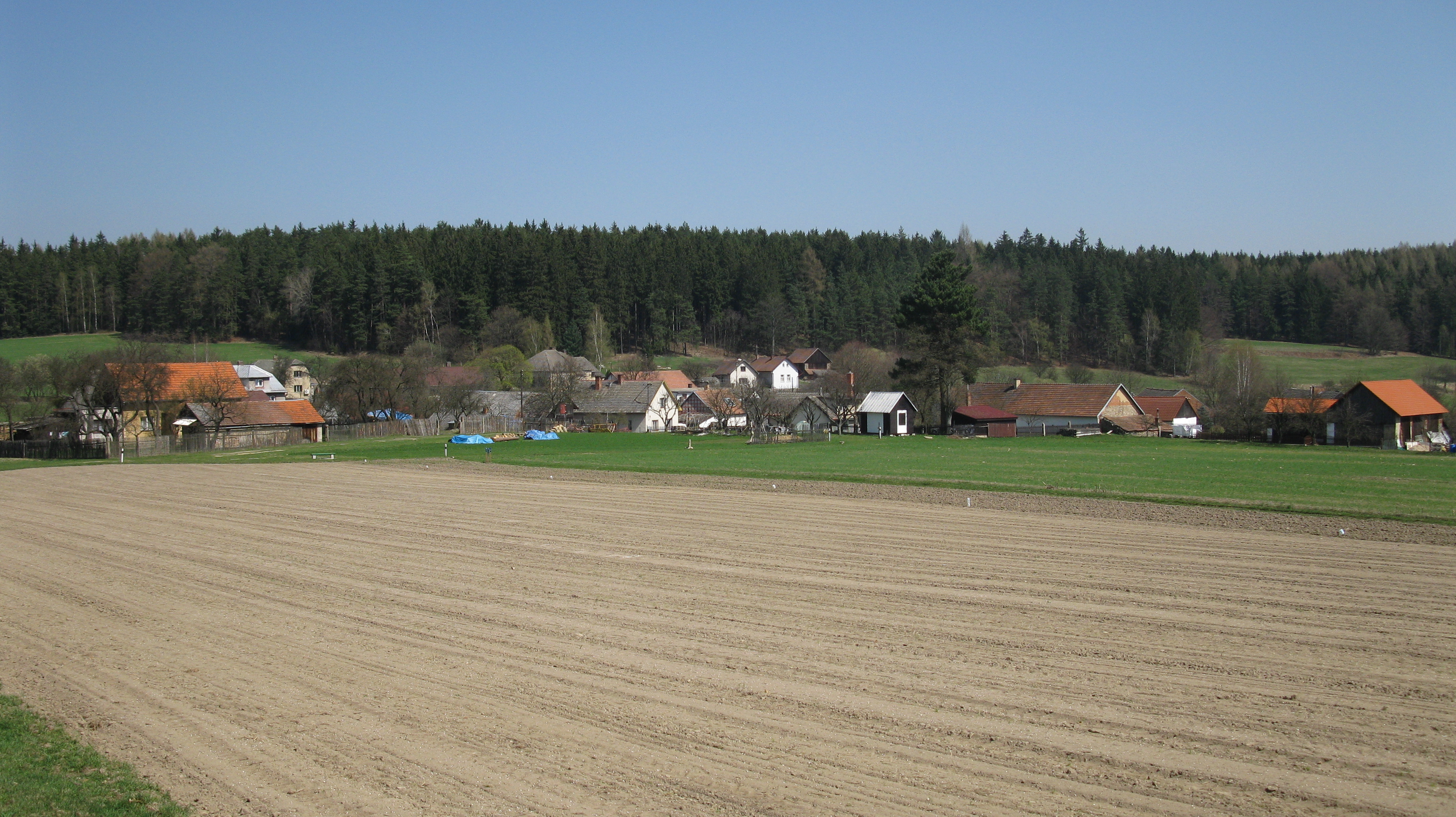
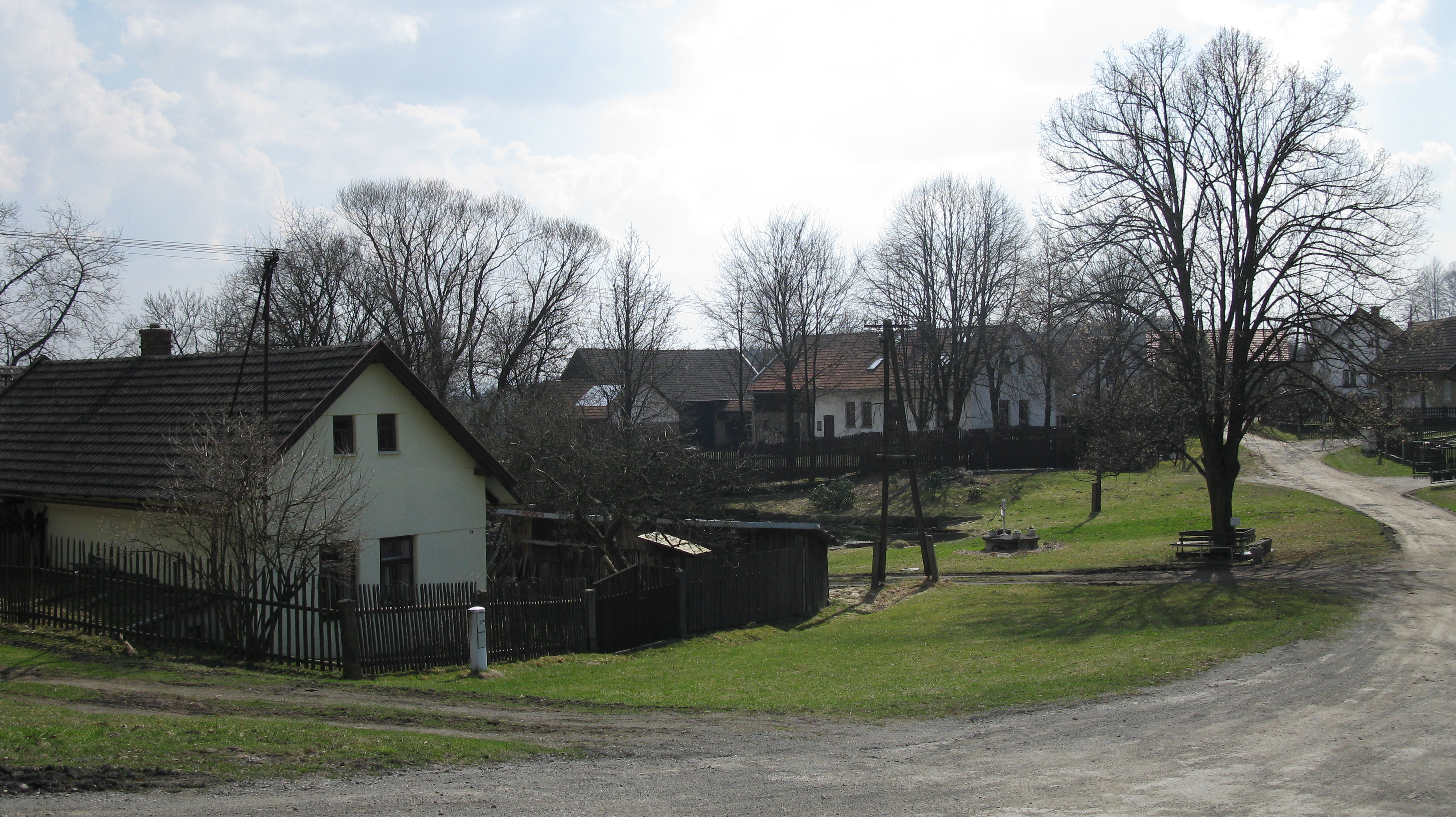
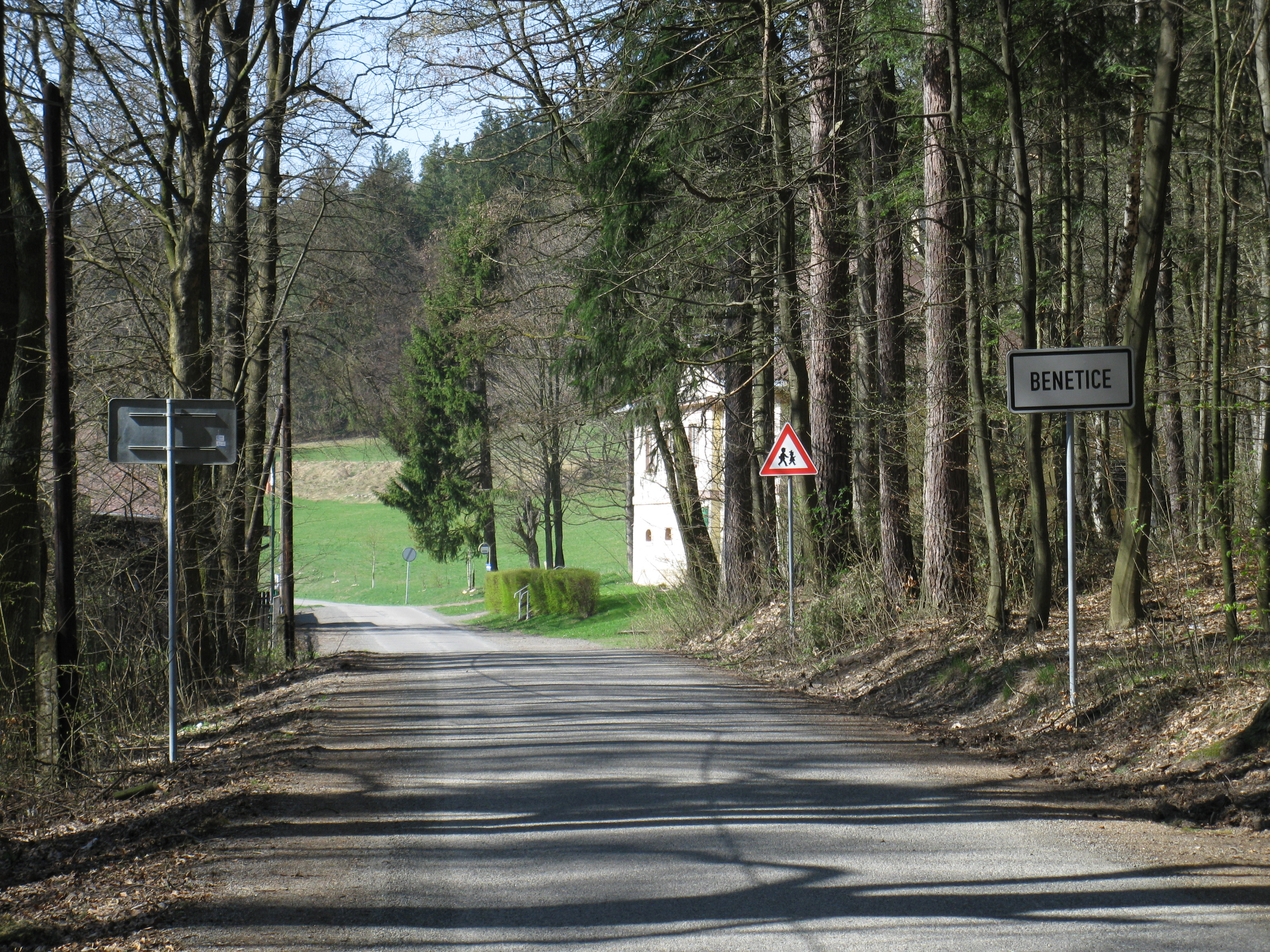
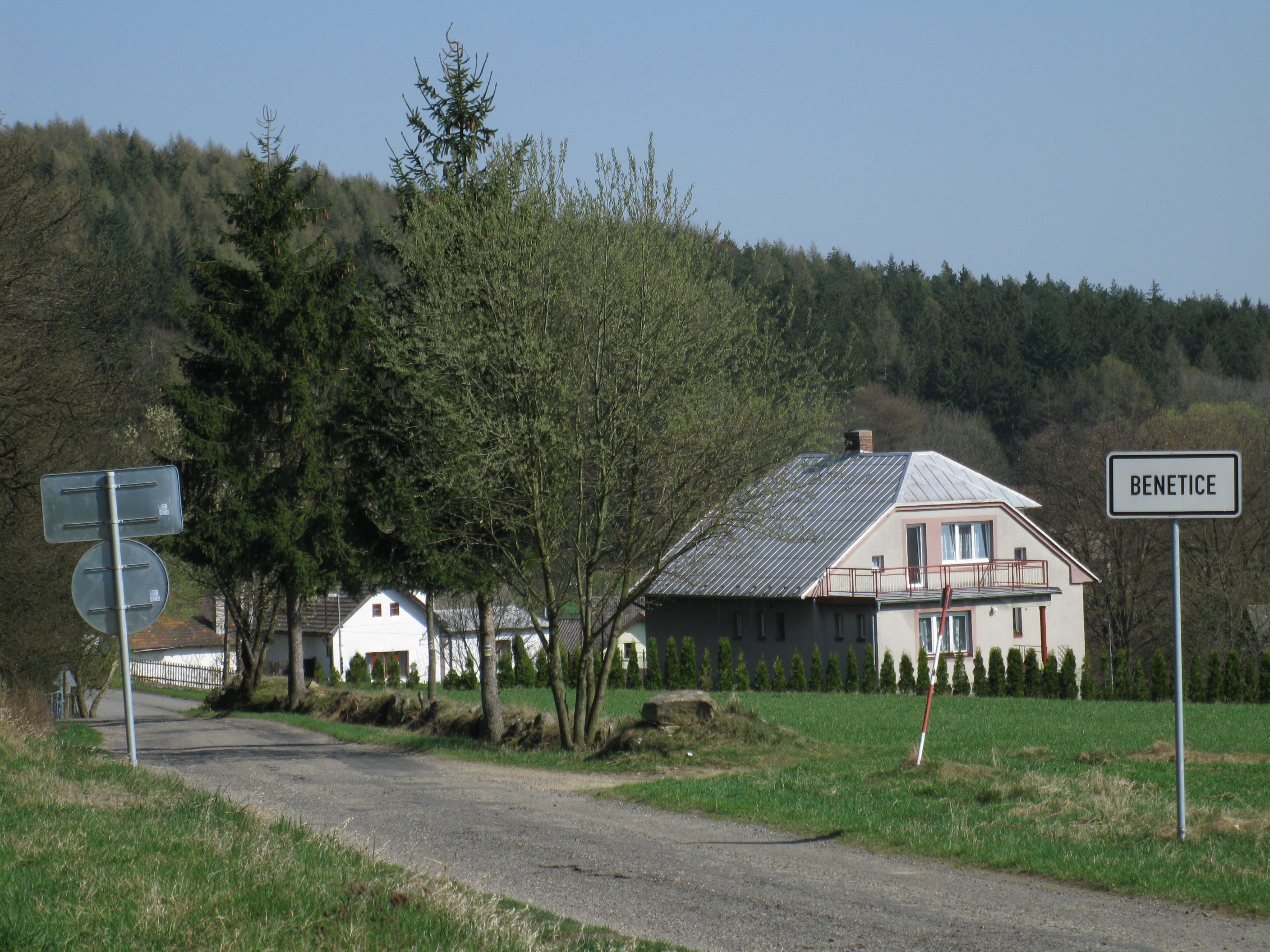
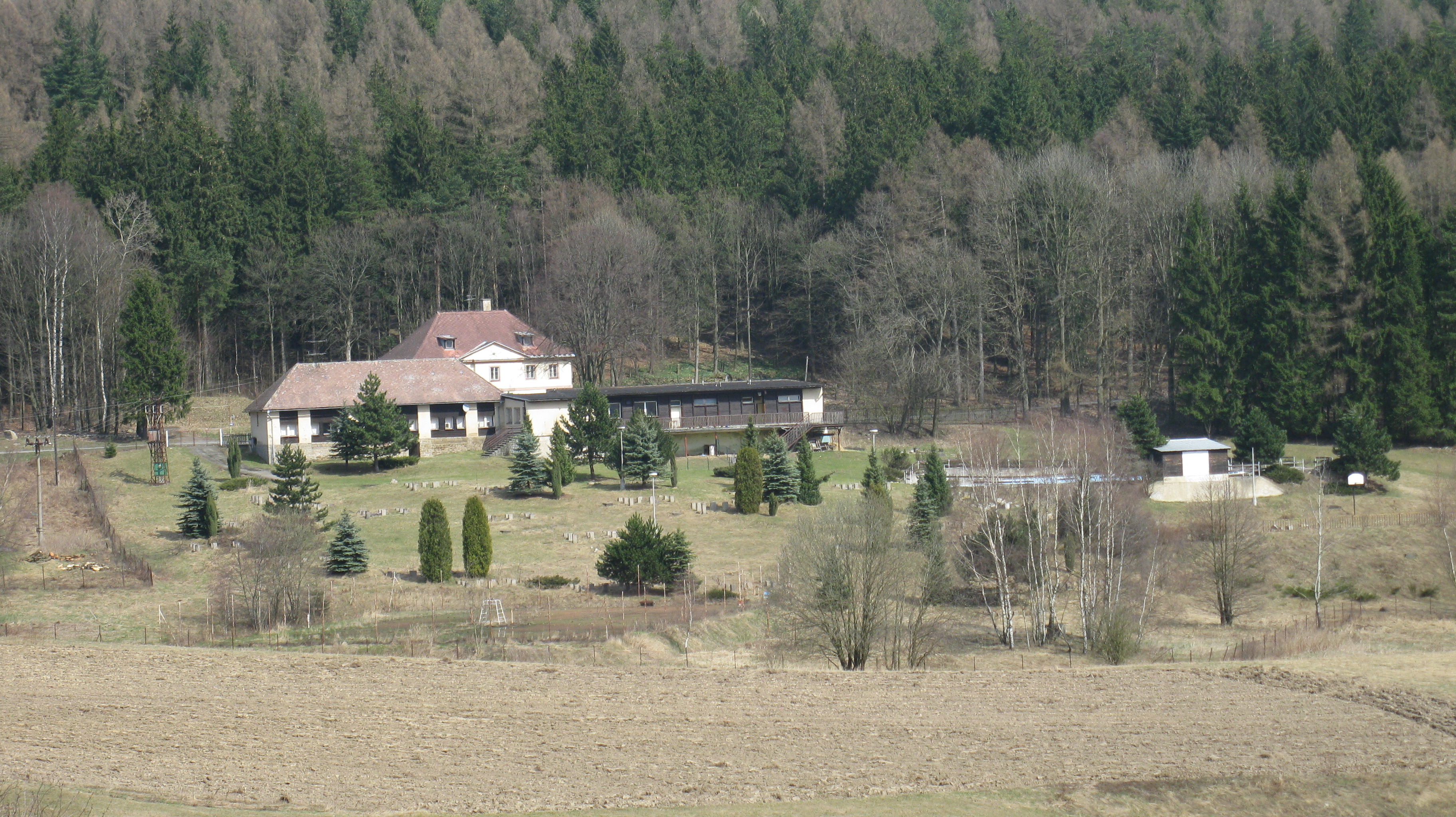
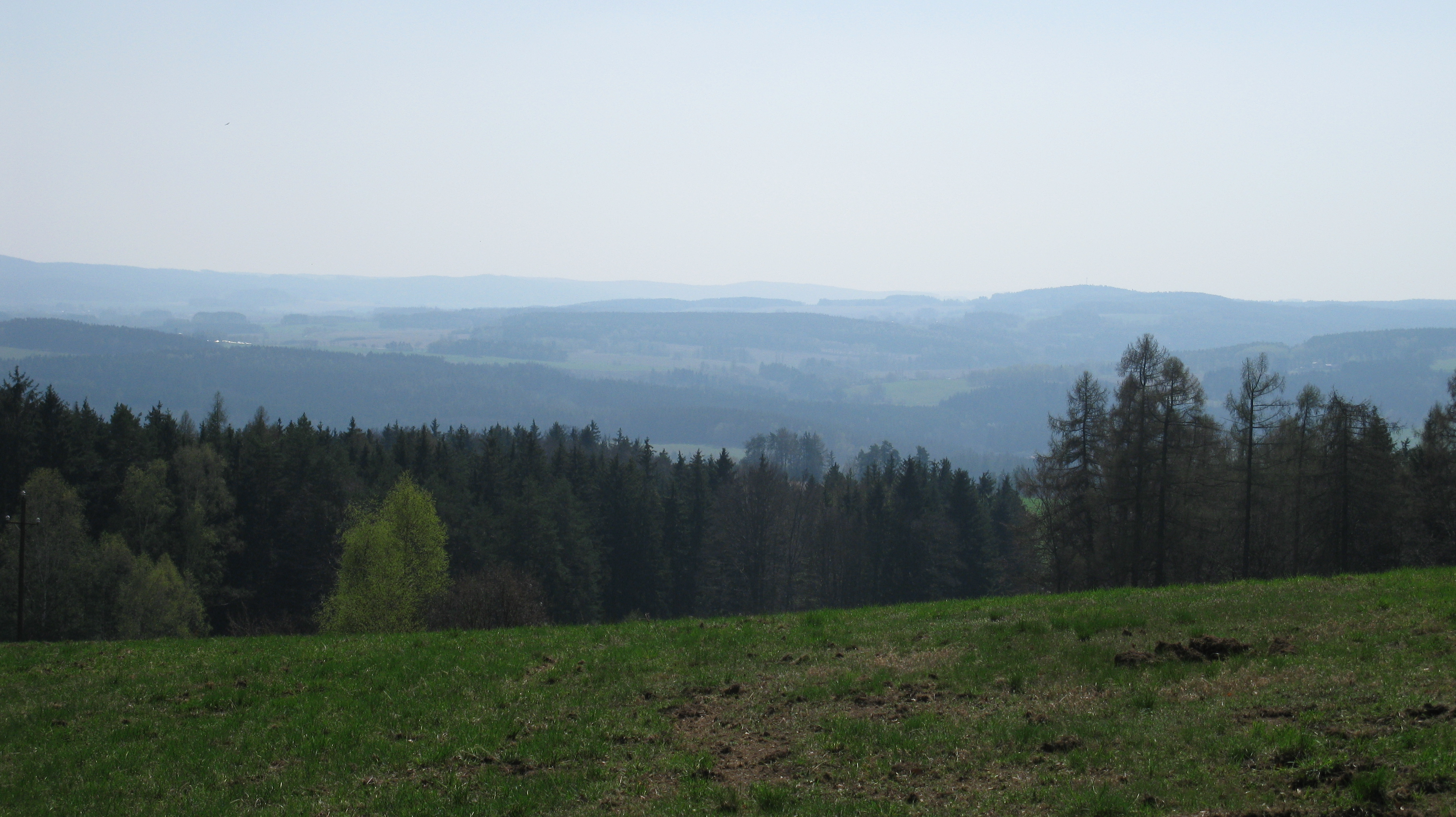

- benetice.eu.